# Calephorus vitalisi
Calephorus vitalisi är en insektsart som beskrevs av Bolívar, I. 1914. Calephorus vitalisi ingår i släktet Calephorus och familjen gräshoppor. Inga underarter finns listade i Catalogue of Life.